# Frederic Thesiger, II barone Chelmsford
Frederic Augustus Thesiger, II barone Chelmsford (Derby, 31 maggio 1827 – Londra, 9 aprile 1905) è stato un generale britannico, particolarmente distintosi come ufficiale durante la guerra di Crimea, nella repressione del Grande ammutinamento in India, e poi nella spedizione in Abissinia contro il Negus Teodoro II condotta da Sir Robert Napier.
Nel febbraio 1878 fu promosso tenente generale e posto al comando delle truppe britanniche in Sudafrica, dove affiancò Sir Henry Bartle Frere in una politica di aggressione contro il Regno Zulu. Dopo aver dato al Re Cetshwayo un inaccettabile ultimatum, nel gennaio 1879 comandò il corpo di spedizione inglese nell'invasione del territorio zulù. L'armata di Cetshwayo, sfruttando le tattiche già sviluppate durante il regno di Re Skaha, riuscì a sconfiggere gli inglesi sul campo aperto di Isandlwana, subendo però subito dopo una battuta d'arresto a Rorke's Drift.
Nonostante la vittoria ottenuta a Nyezane (22 gennaio), le sue truppe furono nuovamente sconfitte a Hlobane (27 marzo), ma due giorni dopo a Khambula ottenne la sua prima, vera vittoria, quando gli assalti degli impì zulù si infransero contro le barricate erette dai britannici, che poi contrattaccarono con l'impiego di 600 cavalleggeri. Quel giorno perirono 3.000 tra i migliori guerrieri zulù, il cui popolo subì un durissimo colpo nel morale. Nonostante la nuova vittoria di Gingindlovu (2 aprile), dovette abbandonare i territori conquistati e rientrare alle basi di partenza per riorganizzare la forza d'invasione. L'attacco riprese alla fine del mese di giugno, e il 1 luglio, davanti a Ulundi, riportò la decisiva vittoria che causò la perdita di quattromila guerrieri zulù e la successiva cattura del re Cetshwayo il quale quel giorno ebbe a dire : «Un assegai è stato piantato nel ventre della Nazione. Non ci sono lacrime sufficienti per piangere i morti».

## Biografia

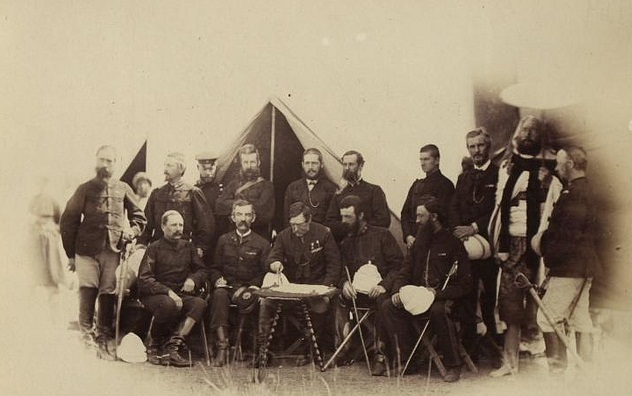
Lo stato maggiore di Sir Rober Napier durante la spedizione in Abissinia.

Nacque a Derby il 31 maggio 1827, figlio di Frederic Thesinger, I barone Chelmsford, Lord cancelliere; membro del parlamento per la fazione Tory, appartenente ad una borghesia di recente nobiltà, di tradizioni molti radicate nell'esercito e nella politica. Fu educato ad Eton, tradizionale fucina dell'élite nazionale. Deciso ad intraprendere la carriera militare fin da ragazzo, cercò con insuccesso di farsi ammettere come ufficiale nel Reggimento dei Granatieri della Guardia. Fu invece arruolato nella "Rifle Brigade", dove ottenne il grado di sottotenente il 31 dicembre 1844, e con la quale prestò servizio ad Halifax, in Nuova Scozia. Nel 1845 fu finalmente ammesso nei Granatieri della Guardia con il grado di tenente; nel 1850, promosso capitano, divenne aiutante di campo di Conte di Eglinton, Lord luogotenente d'Irlanda, e poi del comandante in capo delle truppe inglesi di stanza in Irlanda, Sir Edward Blakeney dal 1853 al 1854.
Dal maggio 1855 partecipò alla Guerra di Crimea servendo dapprima come comandante di battaglione e poi come aiutante di campo del generale Markham, comandante della 2ª Divisione, e poi dal novembre dello stesso anno come ufficiale di stato maggiore; menzionato nel bollettino di guerra, fu insignito dell'Ordine di Mejīdiyye, e delle medaglie turca, britannica e piemontese della guerra di Crimea. Ottenne il brevetto di maggiore, prestando servizio come assistente dell'aiutante generale sino al giugno 1856.
Nell'agosto 1857 divenne tenente colonnello, e a partire dall'aprile 1858, in forza al 95º Reggimento "Derbyshire", partecipò alla repressione del cosiddetto "Grande Ammutinamento" scoppiato nelle file dei reparti anglo-indiani. Distintosi nello scontro di Koondrye, divenne vice aiutante generale delle truppe britanniche in India, carica che mantenne per circa un anno e mezzo. Fu promosso colonnello il 30 aprile 1863.
Nel 1867-1868 partecipò alla spedizione guidata dal generale Sir Robert Napier in Abissinia, conclusasi con la disfatta e la morte del Negus Teodoro II. La sua conoscenza della macchina militare britannica era eccellente, e durante la campagna di Napier il suo coordinamento logistico si rivelò decisivo per la buona riuscita della spedizione. Napier disponeva di un'armata di circa 13.000 uomini, ma dotati di moderni fucili a ripetizione, artiglieria da montagna, lanciarazzi e del più imponente sistema logistico mai visto in terra d'Africa. In seguito al successo della Campagna etiope venne creato Cavaliere dell'Ordine del Bagno e divenne aiutante di campo della regina Vittoria nel 1868. Nel 1869 fu promosso Aiutante generale dell'India Orientale, detenendo questa carica fino al 1874. In quell'anno tornò in Inghilterra, prima presso il War Office, e poi assumendo il comando di una Brigata ad Aldershot (dicembre 1876). Venne promosso maggior generale all'età di 49 anni, il 15 marzo 1877. Coronò la sua carriera nel febbraio 1878, quando fu promosso tenente generale e posto al comando delle truppe britanniche in Sudafrica, con Quartier generale a Pietermaritzburg; inoltre il 5 ottobre 1878 successe al padre come barone Chelmsford.

### L'arrivo in Colonia

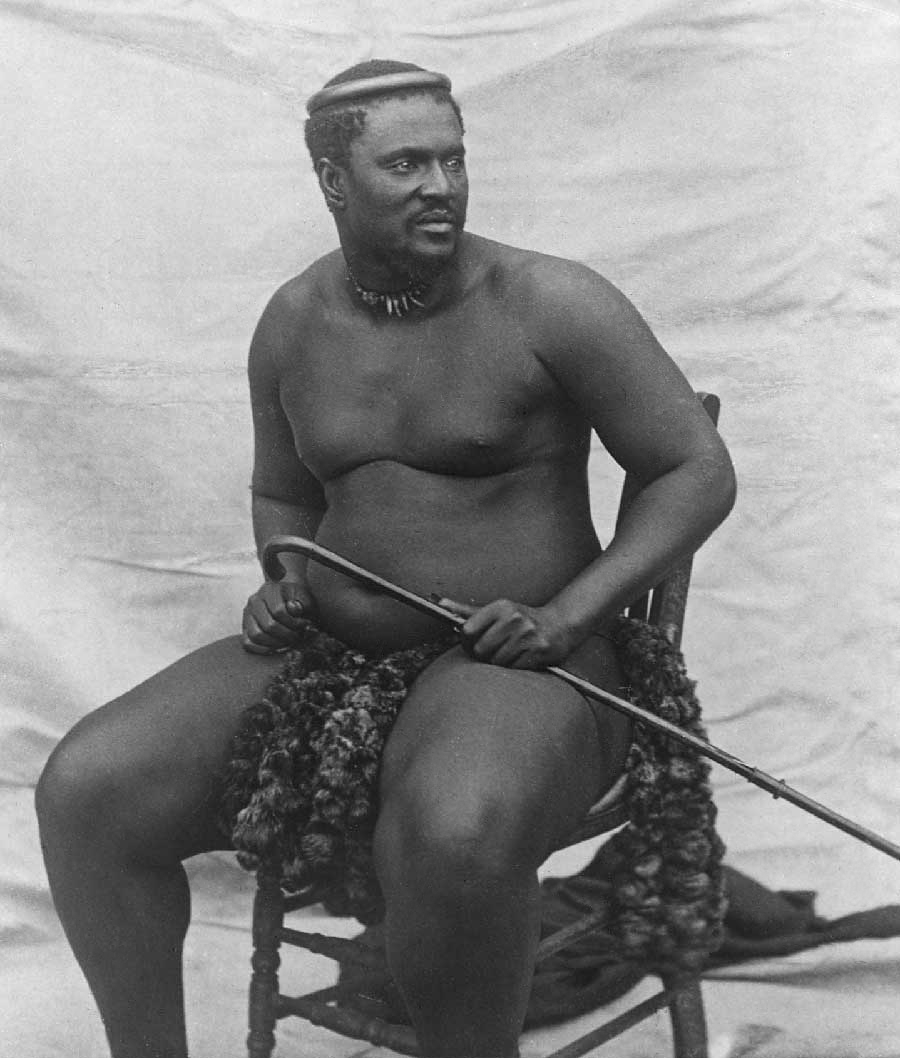
Cetshwayo kaMpande, Re degli zulù in una foto del 1875.

Appena arrivato in colonia assunse il comando delle truppe inglesi in Sudafrica (4 marzo 1878). L'avanzamento di grado a tenente generale era temporaneo e commisurato all'incarico locale, ma egli, ambizioso e relativamente giovane, era intenzionato a ovviare a questa situazione. La nona "Cape Frontier War", serie di intermittenti conflitti che coinvolgevano da un secolo Boeri, inglesi e tribù vicine, sembrava fornirgli l'occasione per aggiungere un importante alloro a una carriera fino ad allora senza particolari guizzi. Appena arrivato in Colonia si trovò subito impegnato in una campagna contro le tribù Xhosa che, ottenute le armi da fuoco in seguito alla vendita dei campi diamantiferi, avevano deciso di rifarsi delle terre perdute a spese dei vicini Mfega, alleati del governo coloniale inglese. Il piccolo conflitto era, però, già sotto controllo, con le truppe inglesi, comandate da due energici ufficiali coloniali, il colonnello Henry Evelyn Wood e il maggiore Redvers Buller, in grado di risolvere la crisi. Già nel mese di febbraio, cioè prima dell'arrivo di Chelmsford in Colonia, il I Battaglione del 24º Reggimento aveva fatto strage di Xhosa durante la battaglia di Centane, mentre nei mesi successivi il II Battaglione aveva effettuato azioni di rastrellamento rivelatesi molto efficaci.
Un'occasione più ghiotta per ricoprirsi di gloria stava, comunque, per profilarsi all'orizzonte. La guerra contro gli Xhosa aveva messo in agitazione le tribù vicine, poiché la loro sconfitta per mano inglese rompeva i delicati equilibri in favore del potente vicino, il Regno Zulu. Secondo le stime inglesi l'esercito del re Cetshwayo contava ben 40.000 effettivi, che salivano a 60.000 comprendendo però anche i reggimenti femminili. Un'armata di tali proporzioni faceva paura a tutti. Il governatore della Colonia del Capo, Sir Henry Bartle Frere, avviò un'aperta politica di provocazioni contro il regno zulù, mentre egli terminava di domare gli Xhosa. Alla fine del 1878 i vertici militari e civili della Colonia del Capo si sentirono pronti ad affrontare Cetshwayo. Agli ambasciatori degli zulù, affiancati dal commerciante John Dunn, amico di vecchia data di Cetshwayo, venne consegnato un ultimatum. Con esso gli inglesi chiedevano la smobilitazione dell'armata zulù, la cessione di alcuni territori contesi e l'avio di riforme destinate a sanare quello che il governo coloniale inglese considerava "barbariche usanze". Cetshwayo aveva trenta giorni di tempo per accettare; un suo rifiuto avrebbe portato alla guerra. Il re zulù considerò inaccettabili tali richiese, dichiarando che lui avrebbe rispettato gli accordi presi precedentemente e che l'esercitò zulù non avrebbero mai oltrepassato il confine rappresentato dal Buffalo River.
Il suo rifiuto portò alla dichiarazione di guerra, l'11 gennaio l'armata inglese si concentrò presso Fort Pearson, sul fiume Tugela.

### La guerra contro gli Zulù e la sconfitta di Isandlwana

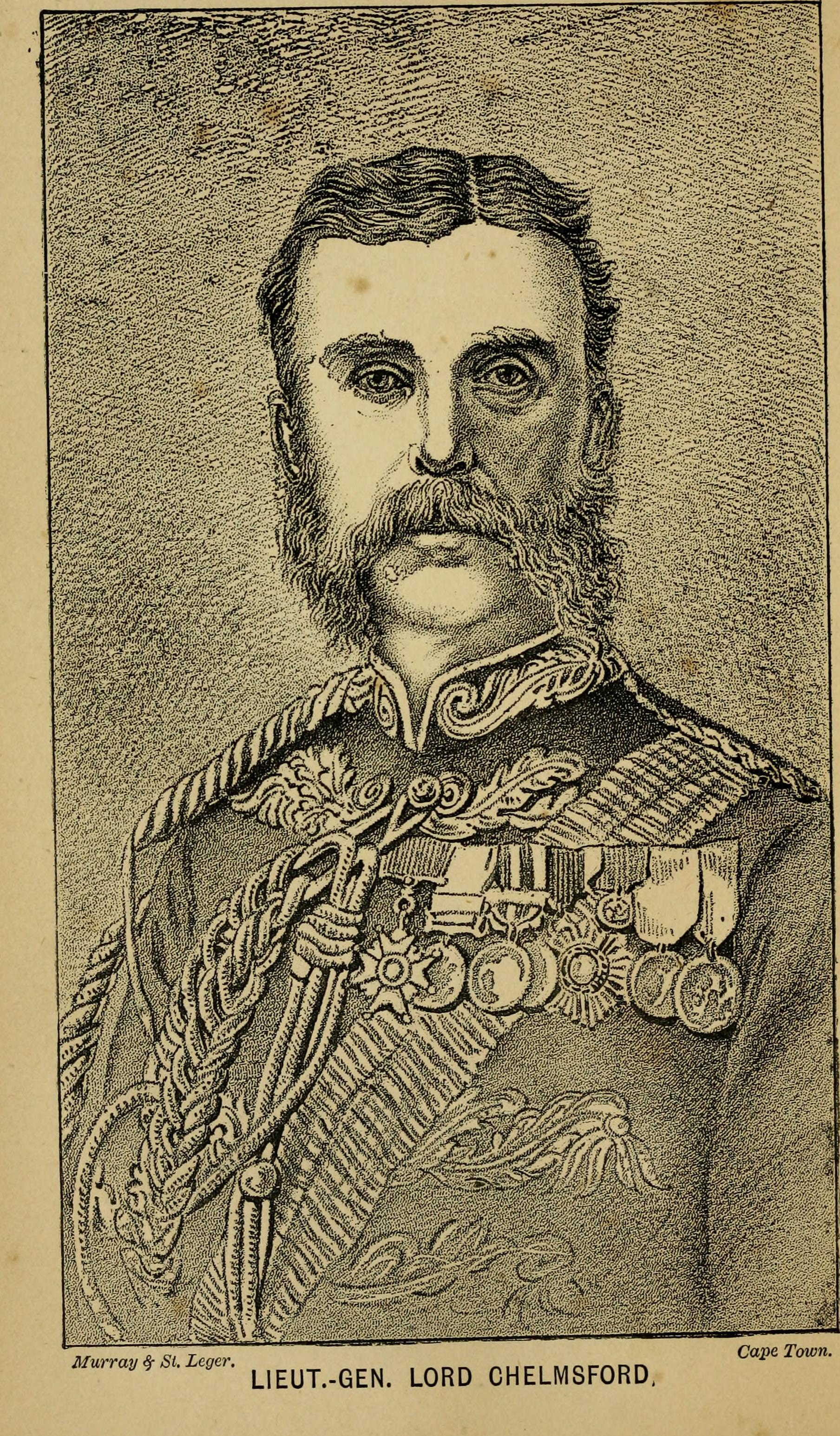
Frederic Thesiger, II barone Chelmsford.

L'esercito a sua disposizione era relativamente piccolo (17.173 effettivi, per due terzi truppe indigene e volontari locali non del tutto affidabili), ma con la punta di diamante rappresentata da circa 5.000 uomini appartenenti alle truppe di fanteria inglese, ben addestrate ed armate. Prima dell'inizio della campagna Chelmsford aveva richiesto l'invio di truppe di rinforzo, ma il governo inglese, impegnato nella seconda guerra afghana, negò l'autorizzazione. Alla riunione sul fiume Tugela illustrò ai suoi comandanti il piano d'invasione. Egli voleva marciare il più rapidamente possibile sulla capitale Ulundi, il kraal reale posto 60 miglia a nord del confine, per chiudere subito la campagna militare, sul modello dell'invasione dell'Etiopia al quale aveva partecipato.
Suddivise l'esercito in cinque colonne (o Brigate). La Prima, forte di 4.750 uomini, al comando del colonnello Charles Knight Pearson aveva come compito di coprire la destra dello schieramento inglese. Pearson fortificò la riva settentrionale del Tugela, costruendovi Fort Tenedos. Da qui partì il 18 gennaio marciando alla volta di Eshowe, sede di una vecchia missione norvegese, sulla strada per Ulundi.
Contemporaneamente al centro avanzava lui con la Terza colonna forte di 4.709 uomini, agli ordini diretti del colonnello Richard Thomas Glyn comandante del 24º Reggimento (ex 2° Warvickshire). Passato il Tugela Glynn arrivò al guado di Rorke's Drift sul Buffalo River dove lasciò un deposito ed un ospedale da campo. L'ala sinistra era invece, coperta dalla Quarta colonna forte di 1.565 uomini, partita da Utracht (nel Transvaal) agli ordini del Colonnello Henry Evelyn Wood.
La Quinta colonna, formata dal 41º Reggimento del colonnello Hugh Rowlands rinforzato da alcune unità logistiche e da rincalzi appena arrivati, era forte di 2.278 effettivi. Essa era accampata a Lunesburg, entro i confini del Transvaal, con il compito di controllare la tribù dei Pedi (alleati degli zulù) e anche i Boeri, che non avevano ancora digerito l'annessione alla Colonia inglese del Capo. La Seconda colonna, forte di 3.871 uomini, al comando del colonnello Anthony Durnford aveva il compito di proteggere e sorvegliare i confini, coprendo le linee di comunicazione dell'armata che avanzava. Essa era posizionata a Middle Drift. Oltrepassato il Buffalo River Chelmsford distrusse un kraal nemico sul Batshe River dopo aver sostenuto un breve combattimento, giungendo ai piedi della collina rocciosa di Isandlwana il 20 gennaio 1879.
Qui, continuando a sottovalutare la velocità di manovra dell'armata zulù, decise di porvi la sua base avanzata, lasciando il treno logistico, sei compagnia del I Battaglione del 24º Reggimento, una sezione d'artiglieria ed un reparto di nativi. Queste forze erano al comando del colonnello Henry Burmester Pulleine, un ufficiale che in 24 anni di servizio non aveva mai visto un solo combattimento. Partendo da Isandlwana, circa alle 3.00 del mattino del 22 gennaio, egli ordinò a Dunford di unirsi a Pulleine. Il comandante della Seconda colonna si mise subito in marcia, arrivando al campo di Isandlwana alle 10:00 del mattino. Dunford disponeva dei cavalleggeri del Natal Native Horse, delle compagnie D ed E del I Battaglione/1º Reggimento Natal Native Contingent e di una batteria di lanciarazzi al comando del maggiore Broadfoot Russell. Dunford declinò l'offerta di assumere il comando fattogli da Pulleine, ed iniziò a raccogliere immediatamente tutte le crescenti segnalazioni relative alle mosse dell'armata Zulù. Infatti un'armata forte di 22.000 guerrieri, comandata dal settantenne principe Ntshingwayo kaMahole Khozab (veterano dell'epoca del re Shaka), aggirò rapidamente la "Colonna Chelmsford" ferma per il rancio a Silutshana, piombando sul campo di Isandlwana. L'armata Zulù attraversò rapidamente la valle del Ngwabeni, dilagando sulla piana di Nqutu. Qui venne avvistata dal tenente Charles Raw, del 1º Squadrone Sikhali, uscito di pattuglia con Durnford. Gli zulù, quindici volte più numerosi, attaccarono e sconfissero le forze inglesi. Caddero sul campo di battaglia i colonnelli Pulleine e Durnford assieme a 1.329 dei 1.800 uomini a loro disposizione. Di contro l'armata zulù ebbe almeno 3.000 morti e migliaia di feriti, ma si impadronì di un migliaio di moderni fucili, delle bandiere inglesi e di due pezzi d'artiglieria.

### Rorke's Drift e la ritirata delle forze inglesi
Subito dopo lo scontro di Isandlwana una parte delle forze zulù, guidate dal principe Dabulamanzi kaMpande (fratello di Cetshwayo), attraversarono il confine del Buffalo River e attaccarono la base logistica di Rorke's Drift. Si trattava di 4.500 guerrieri della divisione uNDI, rinforzata con un reggimento autonomo. Nessuna di queste unità aveva partecipato alla battaglia di Isandlwana, e i guerrieri erano ansiosi di entrare in combattimento. Gli Zulù attaccarono frontalmente convinti di schiacciare in fretta l'esiguo contingente britannico. Le forze inglesi, 84 fucilieri del 24º Reggimento, tre sanitari, alcuni volontari europei e trentasei ammalati, erano comandate dal tenente del genio John Rouse Merriot Chard, coadiuvato dal tenente Gonville Bromhead comandante della compagnia B del II/24°. Gli inglesi, ben trincerati, respinsero gli assalitori grazie ad un nutrito fuoco di fucileria. Dopo il combattimento, protrattosi per tutta la notte e parte del giorno successivo, gli zulù si ritirarono lasciando sul terreno 315 caduti (altri 150 feriti decedettero in seguito per le ferite riportate). Poche ore dopo arrivò alla missione Chelmsford, tornato sui suoi passi dopo la sconfitta di Isandlwana. Agli eroici difensori di Rorke's Drift furono assegnate ben 11 Victoria Cross, il più alto numero concesso in un'unica azione della costituzione della decorazione nel 1856.
Sempre il 22 gennaio la "Colonna Pearson" venne attaccata a Nyezane da una forza di 6.000 guerrieri zulù guidati dal generale Umatyiya, che avevano il compito di creare un diversivo. Respinto l'assalto Pearson avanzò fino ad arrivare ad Eshowe, dove fu raggiunto dalla notizia della sconfitta di Isandlwana. Egli si fortificò sul posto, venendo ben presto circondato con i 1.700 uomini rimastigli, dalle forze Zulù.
Il 15 febbraio un'armata zulù forte di 10.000 guerrieri, comandati dal principe Dubulamazi ka Mpande tenne bloccato Pearson a Eshowe. Reduce da Rorke's Drift, e conscio del micidiale volume di fuoco sviluppato dai fucili Martini-Henry, Dubulamazi kaMpande tenne i suoi guerrieri ben al di fuori dal raggio d'azione dei fucili inglesi. Con Chelmsford ritiratosi e Pearson bloccato l'unico reparto inglese ancora in territorio zulù, quello comandato dal colonnello Wood, si trincerò in una fortissima posizione naturale sulla collina di Khambula, dopo aver sconfitto un reggimento nemico il 24 gennaio.
Nel tentativo di liberare la colonna Pearson, egli ordinò a Wood di compiere un'azione diversiva mentre lui sarebbe avanzato su Enshowe per ricongiungersi a Pearson. Wood inviò la sua cavalleria, comandata dal tenente colonnello Buller contro la tribù degli abaQulusi, alleata degli zulù, accampata a Hlobane, 20 miglia a sud-est di Khambula. A Hlobane si trovava anche il giovane principe Mbelini kaMswati, capo di un gruppo di 800 guerrieri rinnegati swazi. Il giovane principe, ferocemente contrario all'amicizia tra gli swazi e la colonia britannica, aveva attaccato e distrutto sul fiume Ntobe un distaccamento dell'80º Reggimento "Staffordshire Volunteer". Con l'arrivo di Mbelini a Hlobane si trovavano concentrati circa 1.500 guerrieri. Wood puntava a eliminare tale minaccia e a vendicare i caduti dell'80°. Purtroppo Mbelini aveva già chiesto rinforzi a Cetshwayo, ed il giorno 24 da Ulundi partì un impi di 22.000 uomini al comando del vincitore di Isandlwana, Ntshingwayo, coadiuvato dal sessantenne principe Mnyamana kaNgqengelele.
Nonostante fosse stato avvertito già ventiquattr'ore prima della mossa nemica, Wood partì da Khambula il 27 marzo, e l'attacco contro le posizioni di Mbelini fu ostacolato dal maltempo e dalle barricate erette dagli indigeni, che aprirono un preciso fuoco con i fucili in loro dotazione bloccando gli assalti inglesi. Mentre Wood era impegnato nel combattimento gli scout indigeni al suo servizio gli fecero notare l'avvicinarsi dell'armata zulù guidata da Ntshingwayo che si apprestava a lanciarsi lungo i pendii delle alture di Hlobane per aggirare e travolgere gli inglesi impegnati frontalmente da Mbelini. Furono l'abilità di Wood ed il coraggio di Buller a salvare la colonna inglese d'annientamento totale, con il grosso delle forze che ripiegarono ordinatamente su Khabula. Due giorni dopo le truppe inglesi trincerate a Khabula respinsero un massiccio attacco degli impì zulù, le cui cariche furono spezzate dal fuoco di 15 compagnie di fucilieri appoggiate da sei cannoni da montagna, e quindi contrattaccate dai 600 cavalleggeri di Buller. Il 29 maggio gli zulù patirono la loro prima, vera, disfatta, lasciando sul terreno tremila dei loro migliori guerrieri, e subendo un duro colpo morale.
Il 29 marzo Chelmsford, alla testa di 6.000 uomini, usciva da Fort Tenendos marciando in forze su Eshowa nel tentativo di liberare Pearson. All'alba del 2 aprile Chelmsford piazzò i suoi reparti davanti al campo fortificato degli Zulù, situato a Gingindlovu. Il generale inglese, memore dei precedenti, trincerò la sua posizione e la fortificò con un laager di carri alla boera, aspettando l'urto nemico. Dubulamazi lanciò i suoi impì all'attacco, ma dopo una furiosa battaglia furono costretti a ripiegare dal preciso e continuo fuoco inglese. Verso mezzanotte i difensori di Eshowe furono raggiunti dal 91º Reggimento "Highladers", cornamuse in testa. Liberato Pearson, le forze di Chelmsford ripiegarono, ed il 5 marzo gli zulù tornarono ad Eshowe distruggendo le fortificazioni.
Con questa battaglia terminò la prima fase della campagna d'invasione, che gli fu molto sfavorevole, mentre gli zulù potevano vantare un successo, ottenuto però a carissimo prezzo. Le perdite subite dai reggimenti di Cetshwayo erano terrificanti, calcolabili tra il 20 ed il 30% delle forze disponibili.

### La seconda fase della Campagna

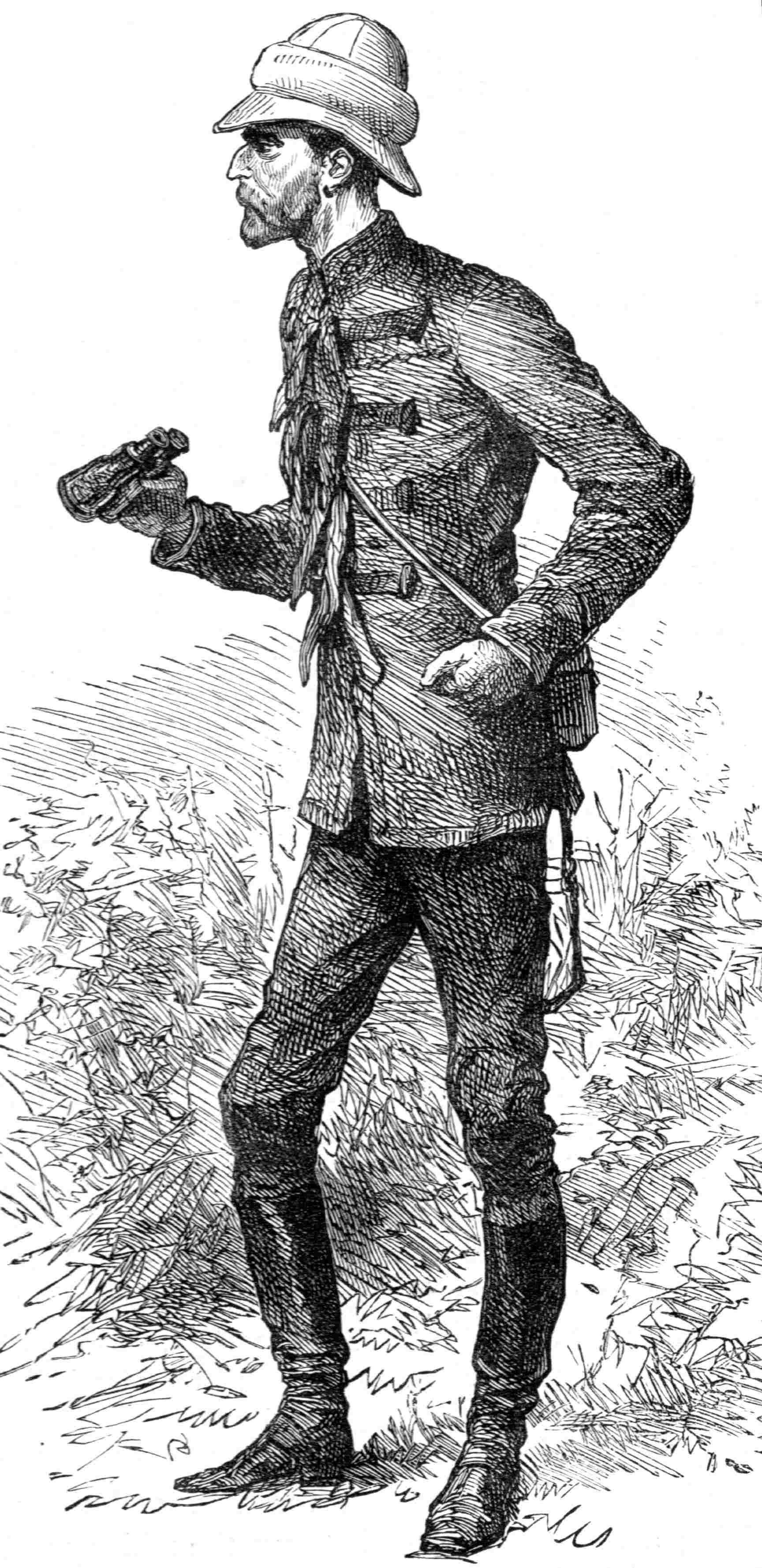
Lord Chelmsford ritratto durante la battaglia di Ulundi, 1º luglio 1879.

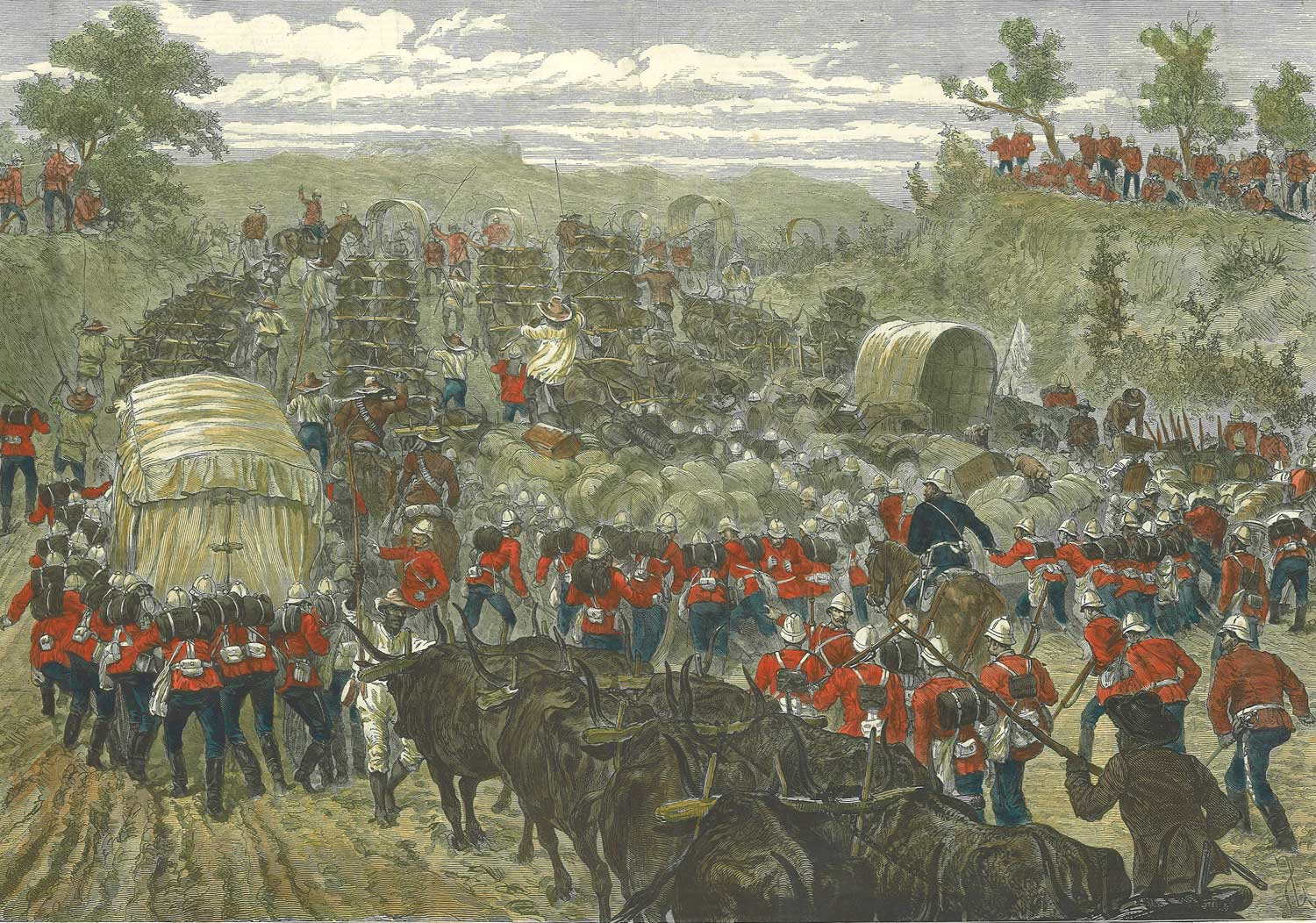
Il ritorno dell'armata di Chelmsford nel 1879 dopo la fine della campagna contro gli Zulù.

Nei mesi successivi (aprile-maggio 1879) sia egli che Cetshwayo rimasero fermi presso i propri accampamenti. Cetshwayo approfittò delle settimane di tregua per cercare di intavolare trattative di pace con gli inglesi, ma lui, che stava combattendo una propria battaglia con Londra per mantenere il comando ed ottenere rinforzi, chiarì a Cetshwayo che i negoziati potevano riprendere solo alle vecchie condizioni, ossia smobilitazione dell'armata e consegna della armi da fuoco (e delle bandiere catturate ai reparti inglesi sconfitti). Anche il nuovo ultimatum fu respinto da Cetshwayo.
Tra maggio e giugno fu impegnato a riorganizzare le sue forze, integrandole con le unità che stavano arrivando dall'Inghilterra e dall'Impero. L'armata di invasione fu organizzata su due divisioni omogenee e una colonna volante formata con i migliori reparti indigeni, fanteria leggera e cavalleria irregolare al comando di Wood. Il grosso del Natal Native Contingent doveva restare a guardia dei confini e delle linee di comunicazione. A fine del mese di maggio riprese l'offensiva, ma la morte (1º giugno 1879) in un'imboscata degli Zulù del giovane principe Luigi Napoleone, figlio dell'ex imperatore francese Napoleone III di Francia lo pose in una difficile situazione.
A Londra il governo conservatore del primo ministro inglese Benjamin Disraeli era in crisi, e per risollevarsi dagli insuccessi Disraeli lo esonerò dal comando, sostituendolo con Garnet Wolseley. Praticamente Disraeli impose Wolseley alla regina Vittoria, ed alle proteste dell'Imperatrice che criticava le cattive maniere del nuovo comandante rispose: «È vero, Wolseley è uno spaccone egocentrico. Esattamente come Nelson».
Mentre il nuovo comandante raggiungeva il Sudafrica, egli, forzato da quanto stava accadendo nelle sue retrovie, avanzò decisamente sulla capitale nemica, evitando le imboscate. Unico corpo distaccato dalla colonna principale fu quello di Wood che spazzò ogni resistenza nemica davanti alla forza d'invasione. Il 1º luglio 1879 riportò la definitiva vittoria sugli zulù davanti al kraal reale di Ulundi, sconfiggendo pesantemente l'esercito di Cetshwayo. Disponendo di 5.300 fanti e 899 cavalleggeri, appoggiati da 12 pezzi da campagna e due mitragliere Gatling schierò i suoi battaglioni in un perfetto rettangolo che si fermò a tre chilometri dal Kraal reale. Cetshwayo, come previsto, lanciò all'attacco i migliori reggimenti della sua armata, forti di ben 20.000 guerrieri. L'assalto fu formidabile, ma la potenza di fuoco degli inglesi falciò gli attaccanti senza scampo. I più fortunati guerrieri zulù arrivarono a trenta metri dal "quadrato del diavolo" per essere colpiti senza scampo, ed anche un tentativo di attacco delle riserve Zulù al lato sud fallì, e mentre il nemico ripiegava con perdite gravissime, Marscall lanciò la cavalleria al contrattacco trasformando la ritirata in una rotta disperata.
La battaglia era durata meno di un'ora, quattromila guerrieri zulù avevano perso la vita durante il disperato assalto contro le forze inglesi, che per contro ebbero 10 morti e 97 feriti. Cetshwayo capì che la lotta era finita: «Un assegai è stato piantato nel ventre della Nazione. Non ci sono lacrime sufficienti per piangere i morti». Lo stesso re si diede alla fuga rifugiandosi nella foresta di Ngome.
Le truppe inglesi appiccarono il fuoco e rasero al suolo Ulundi. La fuga di Cetshwayo non durò a lungo, egli fu catturato il 26 agosto, bandito dal nativo Zululand e posto agli arresti domiciliari a Città del Capo.
Fu proprio il suo successore, Wolseley, che assunto il comando il 7 luglio contribuì alla sua riabilitazione, accreditando presso la corona inglese il ruolo avuto da Thesinger nella vittoriosa battaglia di Ulundi, della quale era stato l'effettivo vincitore. Commentando privatamente la campagna condotta dal suo più anziano collega Wolseley, però, parlò apertamente di fallimento.

### La fase terminale della carriera

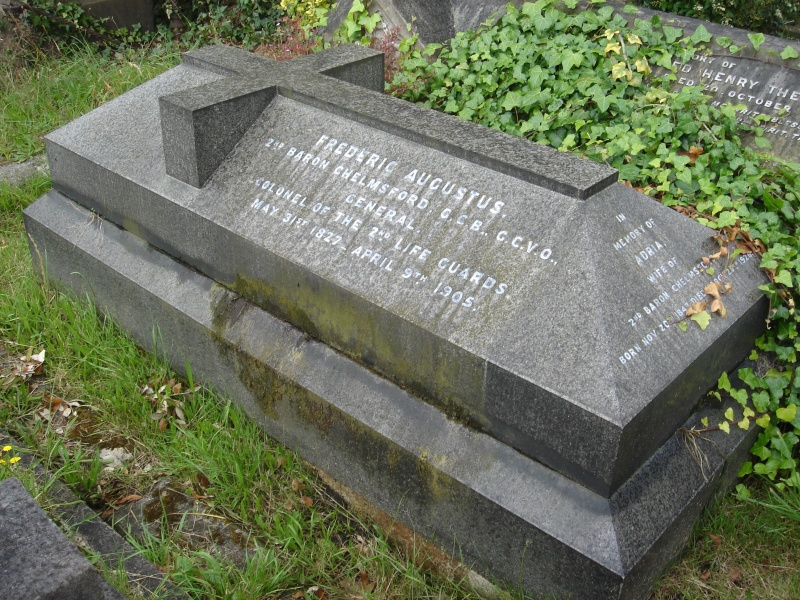
La tomba di Lord Chelmsford nel cimitero di Brompton, a Londra.

Ritornato in Inghilterra, dove fu promosso tenente generale nel 1882, ma non ottenne mai più comandi operativi. Nel 1884 venne creato Governatore della Torre di Londra, una delle principali cariche onorifiche inglesi, incarico che mantenne fino al 1889. Nel 1888 era stato promosso generale. Si ritirò dal servizio attivo nel 1893, colonnello onorario di vari reggimenti tra cui quello del "Derbyshire" e del 2° Life Guards (dal 27 settembre 1900). Nel 1900 fu anche insignito dell'Ordine reale vittoriano e successe a Sir Daniel Lysons come forestale di Sherwood, un'altra carica onorifica; gli sarebbe successo Sir Mark Walker. Fu inoltre il primo comandante della Church Land's Brigade.
Si spense a causa di un attacco cardiaco il 9 aprile 1905, dopo aver giocato una fortunata partita a biliardo (era membro dell'United Service Club), e venne seppellito nel cimitero di Brompton, a Londra. Come barone Chelmsford gli successe il figlio primogenito Thesinger, III visconte Chelmsford, poi viceré dell'India; un altro figlio, Eric, fu colonnello durante la prima guerra mondiale e paggio d'onore della regina Vittoria.

## Nei media
Nel 1979 il regista inglese Douglas Hickox diresse il film Zulu Dawn, scritto da Cyril Endfield e Anthony Storty, con Peter O'Toole nella parte del barone Chelmsford. Particolarmente curate e spettacolari le riprese della battaglia di Isandlwana.

### Annotazioni
1. ↑  Entrando a far parte anche della milizia indiana di stanza a Bombay.
2. ↑  Esso disponeva di 44 elefanti, 2.358 cavalli, 17.673 muli, 5.735 cammelli, 1.759 asini e 7.071 buoi, oltre a decine di migliaia di muli e cammelli acquistai sul luogo, e 40.000 portatori etiopi.
3. ↑  All'epoca Chelmsford non era considerato tra i giovani generali in ascesa del British Army, come Garnet Wolseley o "Bobs" Frederick Roberts, ne un generale coloniale come Charles George Gordon "il cinese". Chelmsford era considerato un uomo alla mano, dalla figura elegante, con una reputazione di perfetto gentiluomo inglese, rimasta intatta anche quando gli ambienti in cui si muoveva, fossero lo Stato Maggiore o il veld africano, rendevano di troppo le buone maniere.

### Fonti
1. 1 2 3 4  Da Frè 2004, p. 86.
2. 1 2 3 4  Knight 2002, p. 17.
3. 1 2 3 4 5 6 7 8 9 10 11 12 13 14 15 16 17 18 19 20 21 22 23  Da Frè 2004, p. 87.
4. 1 2 3 4  Laband 2009, p. 38.
5. 1 2 3 4 5 6 7  Laband 2009, p. 39.
6. ↑  Knight 2002, p. 19.
7. 1 2 3 4 5 6 7 8  Da Frè 2004, p. 89.
8. 1 2 3  Da Frè 2004, p. 90.
9. 1 2 3 4 5 6 7  Da Frè 2004, p. 91.
10. 1 2 3 4 5 6 7  Da Frè 2004, p. 92.
11. 1 2 3 4 5 6 7 8 9 10 11  Da Frè 2004, p. 93.
12. 1 2 3 4 5 6 7 8 9 10 11  Da Frè 2004, p. 94.
13. 1 2 3 4 5 6 7 8 9 10 11 12  Da Frè 2004, p. 95.
14. 1 2 3 4 5 6 7 8 9 10 11 12 13 14 15 16 17  Da Frè 2004, p. 96.